# Forstjärnen, Norrbotten
Forstjärnen är en sjö i Piteå kommun i Norrbotten och ingår i Piteälvens huvudavrinningsområde. Forstjärnen ligger i Forstjärnberget Natura 2000-område.